# فرانك كارسون
فرانك كارسون هو لاعب هوكي الجليد كندي، ولد في 12 يناير 1902 في بريسبريدج في كندا، وتوفي في 21 أبريل 1957.

## وصلات خارجية
- فرانك كارسون على موقع دوري الهوكي الوطني (الإنجليزية)
- فرانك كارسون على موقع قاعة مشاهير الهوكي (لاعب أن.إتش.أل) (الإنجليزية)
- فرانك كارسون على موقع EliteProspects.com (الإنجليزية)
- فرانك كارسون على موقع HockeyDB.com (الإنجليزية)
- فرانك كارسون على موقع Hockey-Reference.com (الإنجليزية)